# Ruggero Jacobbi
Ruggero Jacobbi (Venezia, 21 febbraio 1920 – Roma, 19 giugno 1981) è stato uno scrittore, critico letterario, poeta, regista, drammaturgo, traduttore e lusista italiano, tra i maggiori divulgatori della lingua portoghese.

## Biografia
Ruggero Jacobbi nacque a Venezia in Campo San Polo il 21 febbraio 1920 da Nicola, dirigente petrolifero, e da Lucia Dentis. Seguendo i trasferimenti del padre nel 1929 si iscrisse al Ginnasio inferiore D'Azeglio di Torino e nel 1930 si trasferì al Ginnasio Tasso di Roma. Qui conobbe Mario Alicata e collaborò con diverse riviste letterarie (Circoli, Maestrale, Fiera Letteraria, Meridiano di Roma). Carlo Bo così ricorda Jacobbi adolescente: « lo vidi capitare alle Giubbe Rosse, un ragazzo che sapeva tutto, una sorta di Radiguet trasferito nel campo della critica (...) Già allora sapeva tutto e riusciva a mettere in imbarazzo uomini che per età e per carriera erano già considerati dei maestri ».
Diplomatosi con un anno di anticipo, nel 1937 si iscrisse alla Facoltà di Lettere di Roma e divenne regista per il Teatro GUF di Teramo e di Roma con la collaborazione di Gerardo Guerrieri. Studiò, in gioventù, le correnti ermetiche divenendo organico del "gruppo ermetico fiorentino", dal quale si allontanò in seguito. Nel 1942 portò sulla scena per la prima volta Anna Proclemer; nel 1944 venne incarcerato quale "detenuto sovversivo" per avere distribuito in autobus volantini contrari al regime. Nell'estate del 1945 si trasferì a Milano dove con Paolo Grassi e Giorgio Strehler collaborò alla fondazione dello statuto del primo Teatro Stabile italiano; con gli stessi diresse la Scuola d'Arte Drammatica del Fondo Matteotti insegnandovi Recitazione e Storia del teatro. Nello stesso periodo milanese fu anche attore di cinema, impersonando un capostazione cospiratore in Il sole sorge ancora con Carlo Lizzani, Lea Padovani e Massimo Serato.
Nel 1946 lasciò l'Italia per il Brasile con la compagnia di Diana Torrieri come regista.
In Brasile si integrò perfettamente nella cultura locale partecipando al rinnovamento del teatro e alle attività cinematografiche; incontrò i poeti della generazione del '45 che coltivavano lo spirito del Novecento.
Esercitò la critica drammatica su Última Hora, Folha da Noite, O Estado de S. Paulo, insegnò recitazione, estetica, storia del teatro presso la Escola de Arte Dramática di San Paolo dove diresse anche il Centro di Studi Cinematografici realizzando tre lungometraggi. A Porto Alegre, dove si trasferì nel 1958, creò e diresse presso l'Università federale del Rio Grande do Sul il Corso di Arte Drammatica insegnando estetica e storia del teatro; insegnò estetica anche presso la Facoltà di Architettura.
Tornò in Italia nel 1960, diresse il corso di Arte Drammatica all'Università di Pisa, e l'anno seguente si trasferì a Milano dove fu collaboratore del Piccolo Teatro, diretto da Paolo Grassi e Giorgio Strehler, diventando direttore della scuola del Piccolo e regista di autori italiani per il Piccolo Teatro. Nel 1963 fu docente di Dizione poetica, che gli permise di difendere e sostenere la produzione di autori italiani. Fu assiduo collaboratore teatrale dell'Avanti!, pubblicò il volume sul teatro in Brasile, un corso di arte drammatica a Porto Alegre. Collaborò a dieci volumi del Dizionario Enciclopedico UTET, ristampò il Campo di Marte (1969), tradusse lirici brasiliani, Mendes, Lope de Vega, raccolse proprie poesie, compose racconti e un Diario de Copacabana, svolse ampia attività registica, radiofonica e operistica; nel 1963 vinse il premio IDI-Saint Vincent per la regia.
Nel 1963 si spostò in Portogallo; nel 1966, mentre era a Oporto intento a dirigere il Teatro sperimentale del Portogallo e mettere in scena La locandiera, fu raggiunto dal decreto di espulsione comminatogli dal governo dittatoriale di António de Oliveira Salazar. Si rifugiò a Vigo, in Galizia.
Gli anni '70 furono un decennio di grande produttività: si recò in Svezia nel 1971 e nel 1976 (in questo secondo viaggio raggiunse anche Amsterdam e Belgrado dove parlò all'Istituto Italiano di Cultura), vinse il premio D'Amico per la critica (1972), ottenne la docenza (1973) di Letteratura Brasiliana nel Magistero di Roma. Fu anche professore di Storia del Teatro dell'Accademia Nazionale di Arte Drammatica succedendo a D'Amico e a Bassani. Presidente della Società Italiana Autori Drammatici, fu vincitore del premio IDI-Saint Vincent 1972 con l'opera Teatro di ieri e di domani.
Collaborò a Paese Sera, Sipario, Ridotto, all'Enciclopedia dello Spettacolo, tradusse i simbolisti brasiliani. Dal gennaio 1975 al novembre del 1980 (quando assunse servizio al Magistero di Roma quale titolare vincitore di concorso per la cattedra di Letteratura brasiliana) diresse l'Accademia Nazionale di Arte Drammatica Silvio D'Amico.
Morì a Roma il 19 giugno 1981.

## Opere

### Opere in prosa e teatro
- Un uomo disperato: ovvero il tempo della giustizia, in “Ricostruzione”, 10 maggio 1945
- Anche a Milano ci sono gli sciuscià, in “Ricostruzione” 21 agosto 1945.
- Dormire sotto la pioggia, in “Ricostruzione”, 26 agosto 1945.
- Incubo di Porta Romana, in “Ricostruzione”, 30 agosto 1945.
- O outro lado do rio, dramma in quattro episodi, 1958-1959.
- Ifigênia, poema drammatico in quattro episodi, in “Anhembi”, 1960.
- Ragazzo del Braz, […], 31 maggio-1º giugno 1960.
- Delitto a Medeiros, […], 3-4 ottobre 1960.
- L'altra riva del fiume, in “Filmcritica. Mensile di cinema, teatro, TV”, anno 13, n. 119, aprile 1962
- Gli ospiti e l'alba, in “Il Caffè”, n. 3, giugno 1963
- Il brasiliano a Parigi, in “Il Caffè”, n. 6, dicembre 1963
- La mulatta, in “Il Corriere di Sicilia”, 31 luglio 1966
- L'aiuto regista, in “Il Corriere di Sicilia”, 14 agosto 1966.
- Notturno 1941, in “Il Corriere di Sicilia”, 1º settembre 1966
- Affare fatto, in “Il Corriere di Sicilia”, 14 settembre 1966.
- Maestro in Brasile, […], 1966.
- Diario di Copacabana, in “Arte e poesia”, n. 1, gennaio-febbraio 1969
- Il cobra alle caviglie, in “Il Dramma”, anno 45, n. 13, ottobre 1969
- Il porto degli addii, storia drammatica in tre atti a lietissimo fine e in linguaggio mafioso, in “Ridotto”, anno 21, n. 1, gennaio 1971
- Edipo senza sfinge, in “Ridotto”/[Speciale Ruggero Jacobbi], n. 6/7, giugno-luglio 1982
- Diario brasiliano, a cura di Anna Dolfi, in “Journal intime” e letteratura moderna, a, Bulzoni, 1989

### Opere poetiche
- Novecento letto & erario, Collana "Il Blocchetto" n. 2, Cartia Editore, Roma ottobre 1975.

### Regie e sceneggiature

#### Regie per il teatro di prosa

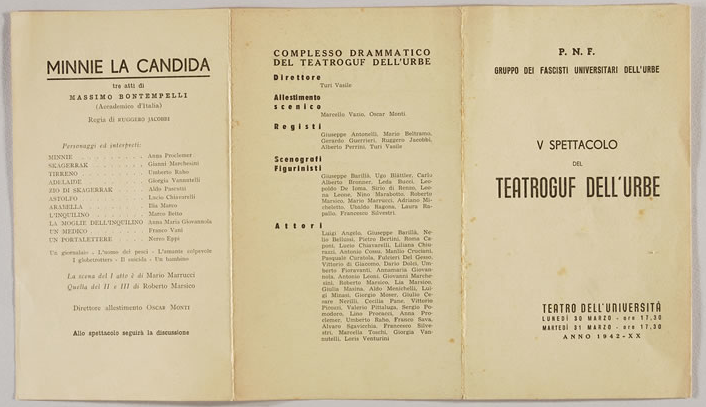
Frontespizio del dramma Minnie la candida (1928) di Massimo Bontempelli. Regia di Ruggero Jacobbi. V spettacolo del TeatroGUF dell'Urbe, 1942.

- Musica di foglie morte, di Rosso di San Secondo, Teramo, Teatro Comunale, 1940.
- Giornata nel tempo, di Ernesto Treccani, Teramo, Teatro Comunale, 1940.
- La strada dei re, di Giovanni Gigliozzi, Roma, Teatro Quirino, 1941.
- Minnie la candida, di Massimo Bontempelli, Roma, TeatroGUF dell'Urbe, 1942.
- Sergio e suo padre, di Lucio Chiavarelli, Roma, Teatro delle Arti, 1942.
- Il giorno dei morti, di James Joyce, Roma, Teatro delle Arti, 1942.
- La donna romantica e il medico omeopatico, di Riccardo di Castelvecchio, Roma, Teatro delle Arti, 1943
- Autostrada, di Ernesto Caballo, Roma, Teatro Quirino, 1943
- La guardia al Reno, di Lillian Hellman, Roma, Teatro Quirino, 1944.
- Alle stelle, di Leonid N. Andreev, Milano, Palazzo Litta, 1945.
- Cime tempestose, di Emily Brontë, Milano, Castello Sforzesco, 1946.
- Vestire gli ignudi, di Luigi Pirandello, Rio de Janeiro, Theatro Municipal, 1946.
- Poil de carotte, da Jules Renard, Rio de Janeiro, Theatro Municipal, 1946.
- La moglie ideale, di Marco Praga, Rio de Janeiro, Theatro Municipal, 1946.
- Tobacco Road, di Erskine Caldwell, Rio de Janeiro, Teatro Fenix, 1947.
- Teresa Raquin, di Émile Zola, Rio de Janeiro, Teatro Fenix, 1947.
- Questi fantasmi, di Eduardo de Filippo, Rio de Janeiro, Teatro Serrador, 1948.
- Lady Godiva, di Guilherme Figueiredo, Rio de Janeiro, Teatro Serrador, 1948.
- Twin Beds, di Margaret Mayo, Rio de Janeiro, Teatro Serrador, 1948.
- Arlecchino servo di due padroni, di Carlo Goldoni, Rio de Janeiro, Teatro Ginástico, 1949.
- Winterset, di Maxwell Anderson, Rio de Janeiro, Teatro Ginástico, 1949.
- Del brazo y por la calle, di Armando Mook, Rio de Janeiro, Teatro Ginástico, 1949.
- Lui, di Alferd Savoir, San Paolo, Teatro Brasileiro de Comédia, 1949.
- Il bugiardo, di Carlo Goldoni, San Paolo, Teatro Brasileiro de Comédia, 1949.
- Simbita e o dragão, di Lucia Benedetti, Teatro dos Dore, 1949.
- I figli di Eduardo, di M. G. Sauvajon, San Paolo, Teatro Brasileiro de Comédia, 1950.
- L'opera dello straccione, di John Gay, San Paolo, Teatro Brasileiro de Comédia, 1950.
- Sogno di una notte di mezza estate, di William Shakespeare, Rio de Janeiro, Teatro Ginástico, 1950.
- Il lutto si addice ad Elettra, di Eugene O'Neill, San Paolo, Teatro Royal, 1951.
- La voce umana, di Jean Cocteau, San Paolo, Teatro Royal, 1951.
- Espelho, di Pola Rezende, San Paolo, Clube dos Artistas, 1952.
- All'uscita, di Luigi Pirandello, San Paolo, Teatro Cultura Artística, 1952.
- Ingles maquinista, di Martins Penna, San Paolo, Teatro Cultura Artística, 1952.
- L'orso, di A.P Cechov, San Paolo, Teatro Cultura Artística, 1952.
- Notturno, di August Strindberg, San Paolo, Teatro Cultura Artística, 1952.
- Mademoiselle ma mère, di Louis Verneuil, San Paolo, Teatro de Alumínio, 1953.
- Licao de botanica, di Machado de Assis, San Paolo, Teatro Nicette Bruno, 1953.
- Primo da California, di Joaquim Manuel de Macedo, San Paolo, Teatro Nicette Bruno, 1953.
- La sconosciuta di Arras, di Armand Salacrou, San Paolo, Teatro Brasileiro de Comédia, 1953.
- Tredici a tavola, di M. G. Sauvajon, San Paolo, Teatro Brasileiro de Comédia, 1954.
- La figlia di Iorio, di Gabriele d'Annunzio, San Paolo, Teatro Cultura Artística, 1954.
- La locandiera, di Carlo Goldoni, San Paolo, Teatro Maria della Costa, 1955.
- Lezione di botanica, di Machado de Assis, Rio de Janeiro, Theatro Municipal, 1956.
- Ballo al castello, di Ferenc Molnár, San Paolo, Teatro Bela Vista, 1957.
- Enrico IV, di Luigi Pirandello, San Paolo, Teatro Bela Vista, 1957.
- La signora delle camelie, di Hermilo Borba Filho, da Alexandre Dumas F., San Paolo, Teatro Cultura Artística, 1957.
- A sempreviva, di Edy Guimaraes, San Paolo, Teatro Cultura Artística, 1957.
- Egmont, di Wolfang J. Goethe, Porto Alegre, Teatro S. Pedro, 1958.
- As casadas solteiras, di Martins Penna, Porto Alegre, Teatro S. Pedro, 1958.
- Dom Juan, di Guilherme Figueiredo, Porto Alegre, Teatro S. Pedro, 1958.
- Tredici a tavola, di M. J. Sauvajon, Rio de Janeiro, Teatro Alliance Française, 1958
- La defunta signora Blake, di Morum e Dinner, Porto Alegre, Teatro S. Pedro, 1959.
- Outro lado do rio, di Ruggero Jacobbi, Porto Alegre, Teatro S. Pedro, 1959.
- Elettra, di Sofocle, Porto Alegre, Auditório da URGS, 1959.
- Il corvo, di Carlo Gozzi, Porto Alegre, Auditório da URGS, 1959.
- Auto de Natal, di Anonimo Portoghese, Porto Alegre, Parque da Redençâo, 1959.
- La Cecca , di Gerolamo Razzi, Pisa, Teatro Verdi, 1961.
- Il Re dagli occhi di conchiglia, di Luigi Sarzano, Milano, Piccolo Teatro, 1962.
- Una corda per il figlio di Abele, di A.G. Parodi, Milano, Piccolo Teatro, 1962.
- I Burosauri, di Silvano Ambrogi, Milano, Teatro Manzoni, 1963.
- La Breccia, di D. Guardamagna e M. Codecasa, Trieste, Teatro Stabile, 1963.
- La Breccia, di M. Codecasa e D. Guardamagna, Trieste, Teatro Stabile, 1964.
- Amore della vita, da testi di Alfonso Gatto, Milano, Teatro Gerolamo, 1964.
- Creditori, di August Strindberg, Parma, Festival Internazionale, 1964.
- Prima colazione, di Eugene O'Neill, Milano, Teatro Gerolamo, 1964.
- Il piacere dell'onestà, di Luigi Pirandello, Roma, Teatro Quirino, 1964.
- L'innamorata, di Marco Praga, Roma, Ridotto dell'Eliseo, 1965.
- Gli ereditieri, di Silvio Gnisci, Roma, Ridotto dell'Eliseo, 1965
- Evaristo, di Franco Molè, Roma, Ridotto dell'Eliseo, 1965.
- La commedia degli errori, di William Shakespeare, Fiesole, Teatro Romano, 1966.
- La locandiera, di Carlo Goldoni, Oporto, T.E.P, 1966.
- La maschera e il volto, di Luigi Chiarelli, Milano, Teatro Nuovo, 1967.
- La duchessa di Urbino, di Lope De Vega, Ostia Antica, Teatro Romano, 1967.
- La ragazza di Stoccolma, di Alfonso Leto, Milano, Teatro S. Erasmo, 1967.
- La Raganella, di Herbert Read, Roma, Teatro delle Muse, 1968.
- L'arcitreno, di Silvano Ambrogi, Roma, Teatro dei Satiri, 1969.
- La Malquerida, di Jacinto Benavente, Fano, Corte Malatestiana, 1969.
- Giovanna del popolo, di Marcello Sartarelli, 1969.
- L'assoluzione di Giordano Bruno, di Filippo Puglisi, Roma, Teatro Tordinoni, 1969.
- Un deserto d'amore, di Ruggero Jacobbi, Roma, Teatro Tordinoni, 1969.
- Lazzarina fra i coltelli, di Rosso di San Secondo, Torino, 1969.
- L'immaginazione al potere, di Luciano Anselmi, Pescara, 1970.
- Incontro a Teano, di Roberto Mazzucco, Pescara, 1970.
- Il mantello rosso del diavolo, di Mario Moretti, Pescara, 1970.
- Canicola, di Rosso di San Secondo, Roma, Teatro di Via Piacenza, 1970.
- Lumie di Sicilia, di Luigi Pirandello, Roma, Teatro di Via Piacenza, 1970
- I tre Bartolomeo, di Alessandro Di Stefani, Roma, Teatro di Via Piacenza, 1970.
- La signora Morli, una e due, di Luigi Pirandello, Roma, Teatro di Via Piacenza, 1970.
- L'immaginazione al potere, di Luciano Anselmi, Roma, Teatro di Via Piacenza, 1970.
- Un cielo di cavallette, di Alfredo Balducci, Teatro Italiano Moderno, 1970.
- Tempi e stili del Teatro Italiano, di Ruggero Jacobbi, Tournée, 1971.
- I racconti di Copacabana, di Pedro Bloch, Roma, Teatro alla Ringhiera, 1971.
- La Malquerida, di Jacinto Benavente, Fano, Cortile del Castello, 1971.
- Risció, di Angelo Lamberti, Fano, Teatro Minzoni, 1972.
- La garitta, di Gennaro Aceto, Napoli, Teatro Roberto Bracco, 1972.
- L.S.D., di Pedro Bloch, Firenze, Rondò di Bacco, 1972.
- Il contratto azzurro, di Pedro Bloch, Roma, Teatro alla Ringhiera, 1972
- Tiempe belle ‘e ‘na vota, di Jacobbi e Carcano, Roma, San Carlino, 1972.
- Molière amore mio, di Alfredo M. Tucci, Roma, Teatro dei Satiri, 1972.
- Il ritorno di Gorgia, di Carlo Lo Presti, Lentini, Biblioteca Municipale, 1972.
- Giovanna del popolo, di Marcello Sartarelli, Messina, Teatro Stabile, 1972.
- Edipo senza sfinge, di Ruggero Jacobbi, Roma, Teatro delle Arti, 1972.
- Il pellegrino di Nordest, di Alfredo Dias Gomes, San Miniato, XXVII Festa del Teatro, 1973.
- Paolo Paoli, di Adamov, Teatro di Via Vittoria, per l'Accademia Nazionale d'Arte Drammatica “Silvio d'Amico”, 1974.
- Parata di Campanile, Bucarest - Belgrado - Budapest - Praga - Stoccolma - Copenaghen - Amburgo - Colonia Parigi, marzo 1976.
- L'altro figlio, di Luigi Pirandello, Agrigento, Piazzale Caos, 1978.
- La sagra del signore della nave, di Luigi Pirandello, Agrigento, Piazzale Caos, 1978.
- La vita che si scrive, adattamento e regia di Ruggero Jacobbi, Agrigento, 1978.
- Questa sera si recita a soggetto. L'uomo dal fiore in bocca. Lazzaro, di Luigi Pirandello, Agrigento, Piazzale Caos, 1979.

#### Regie per il teatro lirico
- Don Giovanni, di W. A. Mozart, Rio de Janeiro, Theatro Municipal, 1956.
- Madame Butterfly, di Giacomo Puccini, San Paolo, Theatro Municipal, 1957.
- Werther, di J. Massenet, Rio de Janeiro, Theatro Municipal, 1957.
- Andrea Chenier, di L.Illica, musica di Umberto Giordano, Cine Teatro Brasil, 1957.
- Carmen, di A. Bizet, Belo Horizonte, Teatro Francisco Nunes, 1958.
- Anita Garibaldi, di Heinz Geyer, San Paolo, Theatro Municipal, 1959.

#### Regie e sceneggiature cinematografiche
- Cuori nella tormenta, regia di Carlo Campogalliani, sceneggiatura e aiuto-regia di R.J., 1940 Atesia-Film.
- Margherita fra i tre, regia di Ivo Perilli, sceneggiatura e aiuto-regia di R.J., prod. Dino de Laurentiis.
- La clinica dei quadri, da un soggetto di Giuseppe Lazzari, Roma, Istituto Luce, 1942.
- Il sole sorge ancora, regia di Aldo Vergano, sceneggiatura di R.J., prod. ANPI, 1945.
- Sinfonia carioca, regia di R.J., prod. Alexandre Wulfes, Rio de Janeiro, 1947.
- Caiçara, regia di Adolfo Celi, soggetto e sceneggiatura di R.J., prod. Alberto Cavalcanti-Vera Cruz, 1947.
- Presença de Anita, dal romanzo di Mario Donato, regia e sceneggiatura di R.J., Prod. Maristela, San Paolo,
- Sinfonia Carioca, prod. Gemini Films, Rio de Janeiro, 1951.
- Suzana e o Presidente, da un soggetto di Gino De Sanctis, regia, soggetto e sceneggiatura di R.J., prod. Maristela, San Paolo, 1952.
- Esquina da Ilusâo, regia, soggetto e sceneggiatura di R.J., prod. Vera Cruz, distribuzione Columbia Pictures, San Paolo, 1953.
- L'ammutinamento, regia di Silvio Amadio, soggetto, sceneggiatura e aiuto-regia di R.J., prod. Agliani, 1961.
- La vendetta della maschera di ferro, regia di Henri Decoin e Francesco De Feo (1961)

#### Regie radiofoniche
- Os mestres do teatro moderno, Radio Cultura, Rio de Janeiro, 1948/49.
- La donna di nessuno, di Cesare Vico Lodovici, RAI, 1962
- Valoria, di Massimo Bontempelli, RAI, 1963.
- La volpe e l'uva, di Guilherme Figuereido, RAI, 1963
- Guerin Meschino, di Cesare Vico Lodovici, RAI, 1964.
- L'uomo che incontrò se stesso, di Luigi Antoneli, RAI, 1964.
- La scala, di Rosso di San Secondo, Rai, 1965
- Quello che ha fatto il voto, di Alfred Dias Gomes, RAI, 1966.
- Il sentiero di porpora, di William Meldon, RAI, 1967.
- Giuseppe Balsamo, di R.J., da A. Dumas, RAI, 1967.
- L'andazzo, di Roberto Mazzucco, RAI, 1968.
- I quaderni di Malte Laurids Brigge, di R.J. da R.M.Rilke, RAI, 1969.
- Miserere, di Gennaro Aceto, RAI, 1969.
- Koenigsmark, di Teresa Ronchi da Pierre Benoit, RAI, 1970.
- Il ritorno di Gorgia, di Carlo Lo Presti, RAI, 1970.
- Strauss, padre e figlio, di Ernest Marshall, RAI, 1970.
- Le belle infedeli, di Ruggero Jacobbi, RAI, 1970.

#### Regie televisive
- Produzione e direzione del GrandeTeatro Tupi ( Canal 3) di San Paolo, nel 1954-55
- Produzione e direzione del Grande Teatro Record (Canal 7) di San Paolo
- Autore, produttore e regista di “Eterno feminino”(Canal 5) a San Paolo, Rio de Janeiro, Belo Horizonte
- Produzione e direzione del teatro Calcida Becker su tre stazioni simultanee (Rio, San Paolo, Belo Horizonte)
- Il ritorno di Gorgia, di Carlo Lo Presti, RAI, 1970.
- I burosauri, commedia di Silvano Ambrogi, con Raffaele Giangrande, Ernesto Calindri, Adolfo Fenoglio, Franco Sportelli, Jole Fierro, Remo Varisco, Flavio Bonacci, regia di Ruggero Jacobbi, trasmessa il 17 giugno 1964.
- La duchessa di Urbino, di Lope de Vega, con Vittorio Stagni, Alessandro Ninchi, Umberto Ceriani, Paola Mannoni, Ernesto Calindri, Duilio Del Prete, Maria Melato, Diana Torrieri, regia di R. Jacobbi, trasmessa il 10 dicembre 1967.
- La commedia degli errori, di William Shakespeare, con Diana Torrieri, Alfredo Senarica, Alberto Lupo, Giorgio Biavati, Leda Palma, Sergio Barbone, Roberto Bruni, Tina Lattanzi, Costantino Carrozza, Bruno Vilar, Giulio Ricci, Patrizia De Clara, Grazia Maria Spina, Luigi Castojon, Paolo Lombardi, Maurizio Manetti, regia R. Jacobbi e Maria Maddalena Yon, trasmessa il 17 marzo 1968, nel secondo programma.
- La Malquerida, con Franco Bisacco, Wanda Tucci, Laura Carli, Marcello Fusco, Elena Cotta, Lino Troisi, Tino Bianchi, Diana Torrieri, regia R. Jacobbi, trasmessa il 28 dicembre 1969.